# Tittytainment
Tittytainment (oft auch Tittitainment) ist eine Wortbildung aus englisch titty (Slang für die weibliche Brust) und entertainment (Unterhaltung). Der Begriff steht für die Vermutung, dass auf Grund steigender Produktivität zukünftig ein großer Teil der Weltbevölkerung von der Produktion von Dienstleistungen und Gütern entbunden sein und dann von Transferleistungen leben werde. Um diesen Teil der Bevölkerung „ruhigzustellen“, müsse er medial „berieselt“ werden.

## Begriffsgeschichte
Zugeschrieben wird dieser Begriff Zbigniew Brzeziński, dem früheren nationalen Sicherheitsberater des US-Präsidenten Jimmy Carter. Er soll ihn 1995 auf einer Versammlung des Global Braintrust geprägt haben.
Aufgrund des Wachstums der Produktivität gehe, so die dem Schlagwort zu Grunde liegende Prognose, die (bezahlte) Arbeit aus. In Zukunft würden daher 20 % der Weltbevölkerung ausreichen, um alle benötigten Dienstleistungen und Güter zu erbringen bzw. zu produzieren. Die restlichen 80 % der Bevölkerung müssten dann von Transferleistungen leben. Wie dem schreienden Säugling die Brust gegeben wird, müssten dann, so die Behauptung, die in der Produktion überflüssigen Menschen mit trivialer Unterhaltung (Fernsehen, Internet, sexualisierte Unterhaltung usw.) „bei Laune gehalten werden“.